# Anna Pogany
Anna Pogany, född 21 juli 1994 i Berlin i Tyskland, är en volleybollspelare (libero) som spelar med Schweriner SC och landslaget.
Pogany började spela volleyboll i TSV Turnerbund München. Hon fortsatte sedan att spel i TSV Unterhaching och SV Lohhof. Med Lohhof blev hon tysk juniormästare. Hon gick över till Rote Raben Vilsbiburg 2009. Hon var tillsammans med Lena Stigrot de första att bo på deras volleybollinternat som de startat för att förbättra talangutvecklingen. Med juniorlandslaget deltog hon i U18-EM 2011 och U19-EM 2012. 
Med Vilsbiburg vann hon DVV-Pokal 2013/2014. Hon lämnade klubben 2015 för spel med Köpenicker SC som hon spelade med till 2017. Därefter spelade hon ett år i Schweiz med Sm'Aesch Pfeffingen innan hon återvände till Tyskland för spel med Schweriner SC som hon spelade med sedan 2018 och vunnit  DVV-Pokal 2018/2019 och  2020/2021. Med seniorlandslaget har hon kommit åtta vid EM 2017, sexa vid EM 2019, elva vid EM 2021 och tolva vid EM 2023 samt fjortonde vid VM 2022.